# COVID-19 у Черкаській області
COVID-19 у Черкаській області — розповсюдження пандемії коронавірусу територією Черкаської області.
Перший випадок появи коронавірусної хвороби було виявлено на території Черкащини 22 березня 2020 року. Станом на 28 листопада 2021 року зафіксовано 99577 випадків інфікування. 2183 осіб померло (2,1 %).

## Хронологія

### 2020
22 березня було повідомлено про перший випадок. Це чоловік із села Родниківка Уманського району, його поклали до Уманської районної лікарні. Він повернувся із-за кордону і по прибутті контактував зі значною кількістю односельчан.
24 березня Черкаська обласна держадміністрація оголосила про запуск проєкту «Спільнодія Черкащини», направленого на об'єднання зусиль влади, бізнесу та громадськості для боротьби з пандемією.
25 березня повідомлено про другого пацієнта — це жінка першого пацієнта із того ж села Родниківка Уманського району.
27 березня у Черкасах вперше почали робити ПЛР-тести на базі Черкаського обласного лабораторного центру МОЗ України.
29 березня із 46 інфікованих коронавірусом в межах Черкаської області (43 виявлено тільки за останню добу) 23 — з міста Кам'янка. З них 15 знаходяться у лікарнях. У Кам'янці 5 медпрацівників інфікувалися. У Черкасах — 10 хворих, з яких черкасців 7, по одному з Кам'янського, Городищенського та Черкаського районів. Черкаських лікарів перевели на тижневу робочу вахту, після якої вони будуть знаходитись на тижневому карантині. Для цього міська влада орендувала готель і надає лікарям харчування.
30 березня ще один район Черкаської області повідомив про інфікування — Лисянський. Там захворів чоловік, що приїхав із заробітків з-за кордону. Він живе у селі Чаплинка. У Кам'янці ввели комендантську годину із 8 вечора до шостої ранку. Багато інфікувалися від водія маршрутки, якого ще 27 березня поклали до лікарні. Двоє пацієнтів, яких вважали втікачами з лікарні, насправлі відпустили на самоізоляцію додому під наглядом лікаря
8 квітня місцеве підприємство UKRAVIT оголосило про поставки безкоштовних дезинфікантів для місцевих лікарень.
10 квітня ПАТ «Миронівський хлібокомбінат» оголосив про придбання для Канівської центральної районної лікарні апарату штучної вентиляції легень. На ще два таких збирають кошти усім містом.
13 квітня в області зафіксовано 3 нових випадки захворювань — 2 в Черкасах та 1 в Умані, 11 вже вилікувались, 2 померло, серед 102 хворих — 20 лікарів.
17 квітня в області зафіксовано вже 137 випадків захворювання, з них 2 померло та 31 вилікувався.
18 квітня в області 141 випадок захворювання — додався хворий з Черкаського району, 30 з них лікуються в лікарнях, 42 особи одужало.
21 квітня в області зафіксовано 186 випадків захворювання, 43 одужало та 3 померло.
24 квітня кількість випадків збільшилась до 235, тобто за попередню добу додалось 15 хворих. В лікарнях області знаходяться 48 осіб, з них у Черкаській інфекційній лікарні — 14, Уманській міській — 7 осіб та в Черкаській обласній — 27 осіб. З 27 хворих в обласній лікарні 17 знаходяться в тяжкому стані, 11 з них мають супутні серцево-судинні захворювання. Кількість осіб, які одужали збільшилась до 64 осіб.
25 квітня в області кількість хворих збільшилась на 8 осіб, спочатку було повідомлено про ще одного померлого, однак пізніше було повідомлено про трьох померлих. Окрім того одного хворого було підключено до ШВЛ, а на Кам'янщині кількість тих, що вилікувались, збільшилась до 27 осіб.
27 квітня в області повідомлено про 276 хворих, 47 з яких перебувають на стаціонарному лікуванні (15 в Черкаській інфекційній лікарні, 4 в Уманській лікарні, 28 в Черкаській обласній лікарні), 8 у тяжкому стані, 73 особи одужало, 8 померло. Медики Черкас отримали очікуванні надбавки до заробітної плати, автівки швидкої дезінфікують спеціальним розчином на основі срібла, благодійний фонд «Черкаси vs Covid-19» придбав для Черкаської інфекційної лікарні апарат ШВЛ, уманчан почали масово тестувати на ознаки коронавірусу.
30 квітня виконавчий комітет Черкаської міської ради ухвалив рішення щодо послаблення карантинних заходів у місті з 1 травня — відкриття частини магазинів, ринків, установ обслуговування тощо, хоча в Україні такі послаблення заплановані на 11 травня. Рішення викликало жорстку критику з боку міністра внутрішніх справ України Арсена Авакова та президента України. Було вікрито кримінальне провадження, яке врешті закрили 45 вересня без наслідків для влади міста.
Станом на 1 травня в області зафіксовано 304 випадки хвороби, 44 хворих знаходяться у лікарнях (28 — у Черкаській обласній, 14 — у Черкаській інфекційній, 2 — в Уманській міській), 96 осіб вилікувались.
Станом на 9 травня повідомлено, що в Катеринопільському районі усі 10 хворих одужали, на Кам'янщині із 60 зареєстрованих хворих 57 вже одужало (за умови, що 1 помер).
Станом на 12 травня в лікарнях області знаходяться 20 осіб: 12 — в обласній, 7 — в Черкаській інфекційній та 1 — в Уманській лікарні.
Станом на 14 травня усі 59 хворих на Кам'янщині вилікувались, в області в лікарнях знаходяться 15 хворих.
Станом на 16 травня у лікарнях області лікуються 19 осіб, з них 10 у важкому стані.
Станом на 18 травня у лікарнях області лікуються 20 осіб — 9 у Черкаській інфекційній, 2 в Уманській міській, 8 в Черкаській обласній, 1 у Черкаському пологовому будинку.
Станом на 3 червня додалось 13 хворих: 8 з Черкас, 3 з Корсунь-Шевченківського та по одному з Маньківського та Золотоніського районів. В лікарнях області перебуває 17 хворих: 10 у Черкаській інфекційній, 5 у Черкаській обласній та 2 в Уманській міській.
6 червня повідомлено про 12 пацієнтів, які перебувають на стаціонарному лікуванні: 7 у Черкаській інфекційній, 4 у Черкаській обласній та 1 в Уманській міській лікарнях. А вже 7 червня їхня кількість збільшилась до 15: 9 у Черкаській інфекційній, 5 у Черкаській обласній та 1 в Уманській міській лікарнях.
Станом на 9 червня в області найбільше випадків було в Черкасах — 202, в Кам'янському районі — 61, Золотоніському районі — 35, Черкаському — 31 і Городищенському — 25 із загальної кількості 490 випадків.
Станом на 11 червня в лікарнях області знаходиться 21 пацієнт: 10 у Черкаській інфекційній, 9 у Черкаській обласній, 2 в Уманській міській лікарнях.
Станом на 13 червня в лікарнях області лікуються 28 осіб: по 13 осіб у Черкаській інфекційній та Черкаській обласній, в Уманській міській лікарнях.
19 червня повідомлено про 29 осіб, які лікуються у лікарнях: 22 в Черкаській обласній, 6 у Черкаській інфекційній та 1 в Уманській міській.
Станом на 26 червня у лікарнях області лікується 28 пацієнтів: 13 в Черкаській обласній, 13 в Черкаській інфекційній, 1 в Уманській міській та 1 в Золотоніській районній.
2 липня було повідомлено, що усі 13 осіб зі Шполянського району, які захворіли на коронавірус, вилікувались.
Станом на 3 липня у лікарнях області перебувало 18 пацієнтів: 11 у Черкаській обласні та 7 у Черкаській інфекційній. Всього хворих в області залишилось 69 осіб.
Станом на 8 липня у лікарнях області перебуває 20 пацієнтів: 9 у Черкаській інфекційній, 5 у Черкаській обласній, 6 у Золотоніській районній.
10 липня було повідомлено про повне одужання усіх хворих на Шполянщині. В лікарнях області знаходяться 23 хворих: 14 у Черкаській інфекційній, 3 у Черкаській обласній, 5 у Золотоніській районній та 1 в Уманській міській. Вже наступного дня повідомлено про 25 госпіталізованих: 17 у Черкаській інфекційній, 5 у Золотоніській районній, 2 в Уманській міській та 1 в Черкаській обласній лікарнях. Ще за день кількість госпіталізованих збільшилась до 28 осіб: 20 у Черкаській інфекційній, 5 у Золотоніській районній, 2 в Уманській міській та 1 у Черкаській обласній. 14 липня госпіталізованих вже 34 особи.
Станом на 16 липня у лікарнях області перебувало 39 пацієнтів: 31 у Черкаській інфекційній, 6 у Золотонській районній, 2 в Уманській міській. На 24 липня кількість стаціонарних пацієнтів зменшилась до 25 осіб.
За 25 липня жодного хворого в області не було зафіксовано, в лікарнях області перебувало 26 пацієнтів: 22 у Черкаській інфекційній та 4 в Уманській міській. Через день їхня кількість зменшилась до 25 осіб, а 28 липня зменшилась вже до 23 осіб.
Станом на 30 липня у лікарнях області перебувало 20 осіб: 17 у Черкаській інфекційній та 3 в Уманській міській лікарнях, через день кількість пацієнтів збільшилась до 24: 19 у Черкаській інфекційній, 4 в Уманській міській та 1 в Золотоніській районній лікарнях.
На початку серпня головний рабин України Яків Дов Блайх заявив, що МЗС України видало дозвіл на відвідування Умані 500 хасидам для святкування свята Рош га-Шана. Але 6 серпня МЗС України заперечило ці дані.
Станом на 8 серпня у лікарнях області перебувало 37 пацієнтів: 24 у Черкаській інфекційній, 11 в Уманській міській та 2 в Золотоніській районній лікарнях. Того ж дня в одному дитсадків Черкас було виявлено вірус. Дітей з нього перевели на двотижневу самоізоляцію.
9 серпня — загальна кількість хворих на COVID-19 у Черкаській області перевищила 1000 людей.
Станом на 11 серпня в лікарнях області перебуває 33 пацієнти: 15 у Черкаській інфекційній, 10 в Уманській міській, 5 у Золотоніській районній, 2 у Черкаській районній та 1 у Шполянській районній лікарнях, 14 серпня кількість паієнтів зросла до 38 осіб.
15 серпня мер Черкас Анатолій Бондаренко закликав не допустити приїзду хасидів до Умані для святкування релігійного свята Рош га-Шана.
Станом на 23 серпня у лікарнях області перебувала 51 особа: 16 у Черкаській районній, 10 у Черкаській обласній, 9 в Уманській міській, 8 у Шполянській районній, 8 у Золотоніській районній. Одужало 997 осіб.
Станом на 3 вересня в лікарнях області перебував 81 пацієнт: 18 у Черкаській обласній, 18 у Черкаській районній, 17 в Уманській міській, 13 у Шполянській районній та 13 у Золотоніській районній. Через заповненість Уманської міської лікарні до переліку закладів першої хвилі було додано Маньківську районну лікарню.
4 вересня справу проти влади міста Черкаси за послаблення карантину було закрито. В рамках справи було допитано членів Черкаського виконкому і мера міста.
Станом на 6 вересня у лікарнях області перебуває 86 пацієнтів: 20 у Черкаській обласній, 19 в Уманській міській, 16 у Черкаській районній, 15 у Золотоніській районній, 14 у Шполянській районній та 1 у Маньківській районній. Станом на 7 вересня кількість збільшилась до 93 осіб. Станом на 14 вересня кількість пацієнтів зменшилась до 80 осіб, з них у Черкаській обласній знаходиться 22 особи, в Уманській міській — 8 осіб, у Шполянській районній — 12 осіб, у Черкаській районній — 19 осіб, у Золотоніській районній — 19 осіб.
З 14 вересня у Черкаській області, яка до цього повністю перебувала у зеленій зоні, деякі регіони переходять до іншої зони: у червоній зоні відтепер місто Канів, у помаранчевій — Корсунь-Шевченківський район, місто Сміла та Смілянський район, у жовтій — міста Ватутіне, Умань та Черкаси, Драбівський, Жашківський, Золотоніський, Кам'янський, Катеринопільський, Лисянський, Маньківський, Уманський та Черкаський райони.
З 28 вересня область була по новому поділена на «кольорові зони»: червоні зони відсутні, у помаранчевій зоні знаходяться Канівський район з Каневом та Смілянський район зі Смілою, у зеленій зоні перебувають Катеринопільський, Тальнівський райони, Уманський район з Уманню. Усі інші райони з містами знаходяться в жовтій зоні.
Станом на 2 жовтня у лікарнях області перебувало 259 пацієнтів: 33 у Черкаській міській інфекційній, 33 у Черкаській обласній, 25 у Черкаській міській № 1, 24 у Смілянській міській, 21 в Уманській міській, 20 у Корсунь-Шевченківській районній, 20 у Канівській районній, 20 у Золотоніській районній, 20 у черкаській районній, 15 у Маньківській районній, 13 у Шполянській районній, 9 у Городищенській районній.
З 5 жовтня у червону зону знову потрапив Канів, у помаранчевій зоні перебувають Канівський та Смілянський райони, у зеленій — Уманський район, усі інші регіони — у жовтій зоні. З 12 жовтня усі регіони області окрім Канева перейшли до помаранчевої зони, Канів залишився у червоній, з 19 жовтня до «червоних» додались Сміла та Смілянський район, з 26 жовтня — у червоній зоні міста Канів, Сміла, Золотоноша, Смілянський та Монастирищенський райони. 2 листопада до червоної зони увійшли міста Золотонова, Сміла, Канів, Ватутіне, Тальнівський та Монастирищенський райони, з 9 листопада — замість Монастирищенського району у червону зону потрапив Маньківський район, з 16 листопада у червоній зоні перебувають міста Канів, Золотоноша, Сміла та Ватутіне, Маньківськи й Тальнівський райони.

### 2021
24 лютого — в Україні вакцинували першу людину від коронавірусу вакциною Ковішелд від AstraZeneca — ним став лікар-реаніматолог з Черкас.
25 березня Черкаська та Миколаївська області було включено до «червоної зони» карантину, у Миколаївській області показник захворюваності сягнув 106,7 на 100 тис. населення, у Черкаській — 67,6.
13 травня Черкаська область повернулася до "жовтої зони". Загальна кількість зафіксованих випадків в області досягла 78 тисяч. Заповненість ліжок на це день становила 28,6%
15 травня Черкаська область потрапила до "помаранчевої зони". Коефіцієнт виявлення нових випадків складає 20,8%
12 листопада Черкаська область знову увійшла «червоної зони», заборонено діяльність закладів громадського харчування, зважальних закладів; закрито навчальні заклади. 
23 грудня Черкаську область повернулась до «жовтої зони».

## Статистика за районами

### Березень-травень
| Дата  | ЧЕ  | Кам | ЧеР | Ум | Го | См | Кан | Зо | Др | Шп | Ман | Ли | Кат | Ко | Чо | Мо | Хр | Чи | Зв | Та | Жа | Всього |
| ----- | --- | --- | --- | -- | -- | -- | --- | -- | -- | -- | --- | -- | --- | -- | -- | -- | -- | -- | -- | -- | -- | ------ |
| 22.03 | -   | -   | -   | 1  | -  | -  | -   | -  | -  | -  | -   | -  | -   | -  | -  | -  | -  | -  | -  | -  | -  | 1      |
| 23.03 | -   | -   | -   | 1  | -  | -  | -   | -  | -  | -  | -   | -  | -   | -  | -  | -  | -  | -  | -  | -  | -  | 1      |
| 24.03 | -   | -   | -   | 1  | -  | -  | -   | -  | -  | -  | -   | -  | -   | -  | -  | -  | -  | -  | -  | -  | -  | 1      |
| 25.03 | -   | -   | -   | 2  | -  | -  | -   | -  | -  | -  | -   | -  | -   | -  | -  | -  | -  | -  | -  | -  | -  | 2      |
| 26.03 | -   | -   | -   | 2  | -  | -  | -   | -  | -  | -  | -   | -  | -   | -  | -  | -  | -  | -  | -  | -  | -  | 2      |
| 27.03 | -   | 1   | -   | 2  | -  | -  | -   | -  | -  | -  | -   | -  | -   | -  | -  | -  | -  | -  | -  | -  | -  | 3      |
| 28.03 | 10  | 24  | -   | 6  | 1  | 1  | -   | -  | -  | 3  | -   | 1  | -   | -  | -  | -  | -  | -  | -  | -  | -  | 46     |
| 29.03 | 10  | 28  | -   | 6  | 1  | 1  | -   | -  | -  | 3  | -   | 1  | -   | -  | -  | -  | -  | -  | -  | -  | -  | 50     |
| 30.03 | 10  | 28  | -   | 6  | 1  | 1  | -   | -  | -  | 3  | -   | 1  | -   | -  | -  | -  | -  | -  | -  | -  | -  | 50     |
| 31.03 | 12  | 28  | -   | 6  | 1  | 1  | -   | -  | -  | 3  | -   | 1  | -   | -  | -  | -  | -  | -  | -  | -  | -  | 52     |
| 01.04 | 13  | 28  | -   | 6  | 1  | 1  | 1   | -  | -  | 3  | -   | 1  | -   | -  | -  | -  | -  | -  | -  | -  | -  | 54     |
| 02.04 | 14  | 28  | -   | 6  | 1  | 1  | 1   | -  | -  | 3  | -   | 1  | -   | -  | -  | -  | -  | -  | -  | -  | -  | 55     |
| 03.04 | 14  | 28  | 1   | 10 | 1  | 1  | 1   | -  | -  | 3  | -   | 1  | -   | -  | -  | -  | -  | -  | -  | -  | -  | 60     |
| 04.04 | 14  | 28  | 1   | 10 | 1  | 1  | 1   | -  | -  | 3  | -   | 1  | -   | -  | -  | -  | -  | -  | -  | -  | -  | 60     |
| 05.04 | 14  | 28  | 1   | 10 | 1  | 1  | 1   | -  | -  | 3  | 2   | 1  | -   | -  | -  | -  | -  | -  | -  | -  | -  | 62     |
| 06.04 | 14  | 28  | 1   | 10 | 1  | 1  | 1   | -  | -  | 3  | 2   | 1  | -   | -  | -  | -  | -  | -  | -  | -  | -  | 62     |
| 07.04 | 17  | 31  | 1   | 12 | 6  | 2  | 1   | -  | -  | 4  | 4   | 2  | -   | -  | -  | -  | -  | -  | -  | -  | -  | 80     |
| 08.04 | 17  | 31  | 1   | 12 | 6  | 2  | 1   | -  | -  | 4  | 4   | 2  | -   | -  | -  | -  | -  | -  | -  | -  | -  | 80     |
| 09.04 | 20  | 31  | 1   | 12 | 6  | 5  | 1   | -  | -  | 4  | 4   | 2  | -   | -  | -  | -  | -  | -  | -  | -  | -  | 86     |
| 10.04 | 20  | 38  | 1   | 12 | 6  | 5  | 1   | -  | -  | 4  | 4   | 2  | -   | -  | -  | -  | -  | -  | -  | -  | -  | 93     |
| 11.04 | 22  | 41  | 1   | 12 | 6  | 5  | 1   | 1  | -  | 4  | 4   | 2  | -   | -  | -  | -  | -  | -  | -  | -  | -  | 99     |
| 12.04 | 22  | 43  | 1   | 12 | 6  | 5  | 1   | 1  | -  | 4  | 4   | 2  | -   | -  | -  | -  | -  | -  | -  | -  | -  | 102    |
| 13.04 | 24  | 43  | 1   | 13 | 6  | 6  | 1   | 1  | -  | 4  | 4   | 2  | -   | -  | -  | -  | -  | -  | -  | -  | -  | 105    |
| 14.04 | 24  | 43  | 1   | 13 | 6  | 6  | 1   | 1  | -  | 4  | 4   | 2  | -   | -  | -  | -  | -  | -  | -  | -  | -  | 105    |
| 15.04 | 25  | 46  | 2   | 18 | 6  | 6  | 1   | 1  | -  | 4  | 4   | 2  | -   | -  | -  | -  | -  | -  | -  | -  | -  | 115    |
| 16.04 | 27  | 56  | 3   | 18 | 9  | 6  | 1   | 5  | 5  | 4  | 4   | 2  | -   | -  | -  | -  | -  | -  | -  | -  | -  | 140    |
| 17.04 | 27  | 56  | 4   | 18 | 9  | 6  | 1   | 5  | 5  | 4  | 4   | 2  | -   | -  | -  | -  | -  | -  | -  | -  | -  | 141    |
| 18.04 | 31  | 56  | 4   | 18 | 9  | 6  | 5   | 5  | 5  | 4  | 4   | 2  | 1   | 1  | -  | -  | -  | -  | -  | -  | -  | 151    |
| 19.04 | 39  | 57  | 4   | 18 | 9  | 7  | 5   | 5  | 8  | 4  | 4   | 2  | 1   | 1  | 1  | -  | -  | -  | -  | -  | -  | 165    |
| 20.04 | 42  | 60  | 7   | 23 | 12 | 8  | 5   | 6  | 8  | 4  | 4   | 4  | 1   | 1  | 1  | -  | -  | -  | -  | -  | -  | 186    |
| 21.04 | 51  | 60  | 8   | 23 | 12 | 8  | 5   | 6  | 8  | 4  | 4   | 4  | 9   | 1  | 3  | -  | -  | -  | -  | -  | -  | 206    |
| 22.04 | 54  | 60  | 14  | 23 | 14 | 9  | 5   | 6  | 9  | 4  | 4   | 4  | 10  | 1  | 3  | -  | -  | -  | -  | -  | -  | 220    |
| 23.04 | 61  | 61  | 15  | 23 | 16 | 9  | 5   | 7  | 9  | 4  | 4   | 4  | 10  | 3  | 3  | 1  | -  | -  | -  | -  | -  | 235    |
| 24.04 | 73  | 61  | 16  | 23 | 16 | 9  | 5   | 7  | 10 | 4  | 4   | 4  | 10  | 3  | 3  | 1  | -  | -  | -  | -  | -  | 249    |
| 25.04 | 79  | 61  | 17  | 23 | 16 | 10 | 5   | 7  | 10 | 4  | 4   | 4  | 10  | 3  | 3  | 1  | -  | -  | -  | -  | -  | 257    |
| 26.04 | 88  | 61  | 18  | 23 | 16 | 10 | 5   | 7  | 10 | 4  | 4   | 4  | 10  | 3  | 3  | 1  | -  | -  | -  | -  | -  | 267    |
| 27.04 | 95  | 61  | 18  | 23 | 16 | 10 | 5   | 7  | 10 | 5  | 4   | 4  | 10  | 3  | 3  | 1  | 1  | -  | -  | -  | -  | 276    |
| 28.04 | 99  | 61  | 18  | 24 | 16 | 10 | 5   | 7  | 11 | 6  | 4   | 4  | 10  | 3  | 3  | 1  | 1  | -  | -  | -  | -  | 283    |
| 29.04 | 103 | 61  | 19  | 24 | 16 | 10 | 5   | 7  | 11 | 6  | 4   | 4  | 10  | 3  | 3  | 3  | 1  | -  | -  | -  | -  | 290    |
| 30.04 | 105 | 61  | 19  | 24 | 16 | 10 | 9   | 7  | 11 | 6  | 4   | 4  | 10  | 3  | 3  | 3  | 1  | -  | -  | -  | -  | 296    |
| 01.05 | 112 | 61  | 20  | 24 | 16 | 10 | 9   | 7  | 11 | 6  | 4   | 4  | 10  | 3  | 3  | 3  | 1  | -  | -  | -  | -  | 304    |
| 04.05 | 117 | 60  | 25  | 19 | 18 | 11 | 9   | 6  | 11 | 6  | 4   | 5  | 10  | 3  | 5  | 3  | 1  | 1  | -  | -  | -  | 314    |
| 05.05 | 117 | 60  | 25  | 19 | 18 | 11 | 9   | 6  | 11 | 6  | 4   | 5  | 10  | 3  | 5  | 3  | 1  | 1  | -  | -  | -  | 314    |
| 06.05 | 121 | 60  | 26  | 19 | 18 | 11 | 12  | 6  | 11 | 6  | 4   | 5  | 10  | 3  | 5  | 5  | 1  | 1  | -  | -  | -  | 324    |
| 07.05 | 125 | 60  | 26  | 19 | 20 | 11 | 13  | 6  | 11 | 6  | 4   | 5  | 10  | 3  | 5  | 5  | 1  | 1  | -  | -  | -  | 331    |
| 09.05 | 128 | 60  | 27  | 19 | 20 | 11 | 15  | 6  | 11 | 6  | 4   | 5  | 10  | 4  | 5  | 8  | 1  | 1  | -  | -  | -  | 341    |
| 10.05 | 128 | 60  | 27  | 19 | 20 | 11 | 16  | 6  | 11 | 6  | 4   | 5  | 10  | 4  | 5  | 8  | 1  | 1  | -  | -  | -  | 342    |
| 11.05 | 129 | 60  | 27  | 19 | 20 | 11 | 16  | 6  | 11 | 6  | 4   | 5  | 10  | 4  | 5  | 8  | 1  | 1  | -  | -  | -  | 343    |
| 12.05 | 129 | 60  | 27  | 19 | 23 | 11 | 16  | 6  | 11 | 6  | 4   | 5  | 10  | 4  | 5  | 8  | 1  | 1  | -  | -  | -  | 346    |
| 13.05 | 130 | 60  | 27  | 19 | 23 | 11 | 16  | 6  | 11 | 6  | 4   | 5  | 10  | 4  | 5  | 9  | 1  | 1  | -  | -  | -  | 348    |
| 14.05 | 132 | 60  | 27  | 19 | 23 | 11 | 16  | 6  | 11 | 6  | 4   | 5  | 10  | 4  | 5  | 9  | 1  | 1  | -  | -  | -  | 350    |
| 15.05 | 135 | 60  | 27  | 19 | 25 | 11 | 16  | 6  | 11 | 6  | 5   | 5  | 10  | 10 | 5  | 9  | 1  | 1  | 1  | -  | -  | 363    |
| 16.05 | 141 | 60  | 27  | 19 | 25 | 11 | 16  | 6  | 11 | 6  | 5   | 5  | 10  | 11 | 6  | 10 | 1  | 1  | 1  | -  | -  | 372    |
| 17.05 | 141 | 60  | 27  | 19 | 25 | 11 | 16  | 6  | 11 | 6  | 5   | 5  | 10  | 11 | 6  | 10 | 1  | 1  | 1  | -  | -  | 372    |
| 18.05 | 144 | 60  | 27  | 19 | 25 | 11 | 16  | 6  | 11 | 6  | 5   | 5  | 10  | 11 | 6  | 10 | 1  | 1  | 2  | -  | -  | 376    |
| 21.05 | 149 | 60  | 27  | 19 | 25 | 11 | 16  | 6  | 12 | 6  | 5   | 5  | 10  | 12 | 6  | 10 | 1  | 1  | 2  | -  | -  | 383    |
| 22.05 | 151 | 60  | 27  | 19 | 25 | 11 | 16  | 6  | 12 | 6  | 5   | 5  | 10  | 13 | 6  | 10 | 1  | 1  | 2  | 1  | -  | 387    |
| 23.05 | 151 | 61  | 27  | 19 | 25 | 11 | 16  | 6  | 12 | 6  | 5   | 5  | 10  | 13 | 6  | 10 | 1  | 1  | 2  | 1  | -  | 388    |
| 24.05 | 153 | 61  | 27  | 19 | 25 | 11 | 16  | 6  | 12 | 6  | 5   | 5  | 10  | 14 | 6  | 10 | 1  | 1  | 2  | 1  | -  | 391    |
| 25.05 | 154 | 61  | 27  | 19 | 25 | 11 | 16  | 6  | 12 | 6  | 5   | 5  | 10  | 14 | 6  | 10 | 1  | 1  | 2  | 1  | -  | 392    |
| 26.05 | 154 | 61  | 27  | 19 | 25 | 11 | 16  | 7  | 12 | 6  | 5   | 5  | 10  | 14 | 6  | 10 | 1  | 1  | 2  | 1  | -  | 393    |
| 27.05 | 158 | 61  | 27  | 19 | 25 | 12 | 16  | 8  | 14 | 6  | 5   | 5  | 10  | 14 | 6  | 10 | 1  | 1  | 2  | 1  | -  | 401    |
| 28.05 | 158 | 61  | 27  | 19 | 25 | 12 | 16  | 8  | 14 | 6  | 5   | 5  | 10  | 14 | 6  | 10 | 1  | 1  | 2  | 1  | -  | 401    |
| 29.05 | 158 | 61  | 27  | 19 | 25 | 12 | 16  | 8  | 14 | 6  | 5   | 5  | 10  | 14 | 6  | 10 | 1  | 1  | 2  | 1  | -  | 401    |
| 30.05 | 159 | 61  | 27  | 19 | 25 | 12 | 16  | 8  | 14 | 6  | 5   | 5  | 10  | 14 | 6  | 10 | 1  | 1  | 2  | 1  | -  | 402    |
| 31.05 | 160 | 61  | 27  | 19 | 25 | 12 | 16  | 8  | 14 | 6  | 5   | 5  | 10  | 17 | 6  | 10 | 1  | 1  | 2  | 1  | -  | 406    |

### Червень-серпень
| Дата  | Кам | ЧЕ  | Ум | Го | См  | Кан | Зо | Др | Шп | Ма | ЧеР | Ли | Кат | Ко | Чо | Мо | Хр | Чи | Зв | Та | Жа | Всього |
| ----- | --- | --- | -- | -- | --- | --- | -- | -- | -- | -- | --- | -- | --- | -- | -- | -- | -- | -- | -- | -- | -- | ------ |
| 01.06 | 61  | 164 | 19 | 25 | 12  | 17  | 8  | 14 | 6  | 5  | 27  | 5  | 10  | 17 | 6  | 10 | 1  | 1  | 2  | 1  | -  | 411    |
| 04.06 | 61  | 180 | 19 | 25 | 12  | 17  | 10 | 14 | 6  | 6  | 27  | 5  | 10  | 20 | 6  | 10 | 1  | 1  | 2  | 1  | -  | 432    |
| 05.06 | 61  | 189 | 19 | 25 | 12  | 18  | 13 | 14 | 6  | 6  | 28  | 5  | 10  | 22 | 6  | 10 | 1  | 1  | 2  | 1  | -  | 448    |
| 06.06 | 61  | 197 | 19 | 25 | 12  | 18  | 13 | 16 | 6  | 6  | 29  | 5  | 10  | 22 | 6  | 10 | 2  | 1  | 2  | 1  | -  | 460    |
| 07.06 | 61  | 201 | 19 | 25 | 12  | 18  | 16 | 16 | 7  | 6  | 30  | 5  | 10  | 22 | 6  | 10 | 2  | 1  | 2  | 1  | -  | 469    |
| 08.06 | 61  | 203 | 19 | 25 | 12  | 18  | 34 | 16 | 7  | 6  | 31  | 5  | 10  | 22 | 6  | 10 | 2  | 1  | 2  | 1  | -  | 490    |
| 09.06 | 61  | 212 | 19 | 24 | 13  | 18  | 36 | 16 | 7  | 6  | 31  | 5  | 10  | 22 | 6  | 10 | 2  | 1  | 2  | 1  | -  | 502    |
| 10.06 | 61  | 216 | 19 | 24 | 13  | 18  | 36 | 16 | 7  | 6  | 31  | 5  | 10  | 22 | 6  | 10 | 2  | 1  | 2  | 1  | -  | 506    |
| 11.06 | 61  | 221 | 19 | 24 | 13  | 18  | 36 | 17 | 7  | 6  | 33  | 5  | 10  | 23 | 6  | 10 | 2  | 1  | 2  | 1  | 1  | 517    |
| 12.06 | 61  | 233 | 19 | 24 | 13  | 18  | 36 | 17 | 9  | 6  | 33  | 5  | 10  | 29 | 6  | 10 | 2  | 1  | 2  | 1  | 1  | 536    |
| 13.06 | 62  | 236 | 19 | 24 | 14  | 18  | 36 | 18 | 9  | 6  | 33  | 5  | 10  | 30 | 6  | 10 | 2  | 1  | 2  | 1  | 1  | 543    |
| 14.06 | 63  | 240 | 19 | 24 | 14  | 18  | 37 | 18 | 9  | 6  | 36  | 5  | 10  | 30 | 6  | 10 | 2  | 1  | 2  | 1  | 1  | 552    |
| 15.06 | 63  | 243 | 19 | 24 | 14  | 18  | 38 | 18 | 12 | 6  | 40  | 5  | 10  | 30 | 6  | 10 | 2  | 1  | 2  | 1  | -  | 562    |
| 16.06 | 63  | 243 | 19 | 24 | 14  | 18  | 40 | 18 | 12 | 6  | 40  | 5  | 10  | 30 | 6  | 10 | 2  | 1  | 2  | 1  | -  | 564    |
| 17.06 | 63  | 247 | 19 | 24 | 14  | 18  | 40 | 18 | 12 | 6  | 40  | 5  | 10  | 30 | 6  | 10 | 2  | 1  | 2  | 1  | -  | 568    |
| 18.06 | 63  | 252 | 19 | 26 | 15  | 19  | 40 | 18 | 13 | 6  | 40  | 5  | 10  | 37 | 6  | 10 | 2  | 1  | 2  | 1  | -  | 585    |
| 19.06 | 63  | 255 | 19 | 26 | 15  | 19  | 40 | 19 | 13 | 6  | 41  | 5  | 10  | 39 | 6  | 10 | 2  | 1  | 2  | 1  | -  | 592    |
| 20.06 | 63  | 262 | 19 | 26 | 16  | 19  | 42 | 20 | 13 | 6  | 41  | 5  | 10  | 39 | 6  | 10 | 2  | 1  | 2  | 1  | -  | 603    |
| 21.06 | 63  | 262 | 19 | 26 | 16  | 19  | 42 | 20 | 13 | 6  | 41  | 5  | 10  | 39 | 6  | 10 | 2  | 1  | 2  | 1  | -  | 603    |
| 22.06 | 63  | 264 | 19 | 26 | 16  | 19  | 42 | 20 | 13 | 6  | 41  | 5  | 10  | 39 | 6  | 10 | 2  | 1  | 2  | 1  | -  | 605    |
| 23.06 | 63  | 269 | 19 | 28 | 16  | 19  | 43 | 20 | 13 | 6  | 42  | 5  | 10  | 39 | 6  | 10 | 2  | 1  | 2  | 1  | -  | 614    |
| 24.06 | 63  | 271 | 19 | 28 | 16  | 19  | 43 | 20 | 13 | 6  | 42  | 5  | 10  | 39 | 6  | 10 | 2  | 1  | 2  | 1  | -  | 616    |
| 25.06 | 63  | 278 | 19 | 28 | 18  | 19  | 43 | 21 | 13 | 6  | 42  | 5  | 10  | 40 | 6  | 10 | 2  | 1  | 2  | 1  | -  | 627    |
| 26.06 | 63  | 283 | 19 | 31 | 18  | 19  | 43 | 21 | 13 | 6  | 42  | 5  | 10  | 40 | 6  | 10 | 2  | 1  | 2  | 1  | -  | 635    |
| 27.06 | 63  | 285 | 19 | 31 | 18  | 19  | 43 | 22 | 13 | 6  | 43  | 5  | 10  | 40 | 6  | 11 | 3  | 1  | 2  | 1  | 1  | 642    |
| 28.06 | 63  | 285 | 19 | 31 | 18  | 19  | 43 | 22 | 13 | 6  | 43  | 5  | 10  | 40 | 6  | 11 | 3  | 1  | 2  | 1  | 1  | 642    |
| 29.06 | 63  | 285 | 19 | 31 | 18  | 19  | 43 | 22 | 13 | 6  | 43  | 5  | 10  | 40 | 6  | 11 | 3  | 1  | 2  | 1  | 1  | 642    |
| 30.06 | 63  | 287 | 19 | 31 | 19  | 19  | 43 | 22 | 13 | 6  | 43  | 5  | 10  | 40 | 6  | 11 | 3  | 1  | 2  | 1  | 1  | 645    |
| 01.07 | 63  | 287 | 19 | 31 | 19  | 19  | 43 | 22 | 13 | 6  | 43  | 5  | 10  | 40 | 6  | 11 | 3  | 1  | 2  | 1  | 1  | 645    |
| 02.07 | 63  | 292 | 19 | 32 | 19  | 19  | 43 | 22 | 13 | 6  | 45  | 5  | 10  | 40 | 6  | 11 | 3  | 1  | 2  | 1  | 1  | 653    |
| 03.07 | 63  | 295 | 19 | 32 | 20  | 19  | 43 | 22 | 13 | 6  | 45  | 5  | 10  | 40 | 6  | 11 | 3  | 1  | 2  | 1  | 1  | 657    |
| 04.07 | 63  | 300 | 19 | 32 | 20  | 19  | 43 | 22 | 13 | 6  | 45  | 5  | 10  | 40 | 6  | 11 | 3  | 1  | 2  | 1  | 1  | 662    |
| 05.07 | 63  | 305 | 19 | 33 | 22  | 19  | 43 | 22 | 13 | 6  | 45  | 6  | 10  | 39 | 6  | 11 | 3  | 1  | 2  | 1  | 1  | 670    |
| 06.07 | 63  | 308 | 20 | 34 | 23  | 19  | 43 | 23 | 14 | 6  | 45  | 6  | 10  | 39 | 6  | 11 | 3  | 1  | 2  | 1  | 1  | 678    |
| 07.07 | 63  | 316 | 20 | 36 | 23  | 20  | 44 | 23 | 15 | 6  | 48  | 6  | 10  | 40 | 6  | 11 | 3  | 1  | 2  | 1  | -  | 695    |
| 08.07 | 63  | 327 | 20 | 36 | 24  | 20  | 44 | 23 | 15 | 6  | 48  | 6  | 10  | 40 | 6  | 11 | 3  | 1  | 2  | 1  | -  | 707    |
| 09.07 | 63  | 338 | 21 | 37 | 24  | 20  | 46 | 26 | 15 | 6  | 48  | 6  | 10  | 40 | 6  | 11 | 3  | 1  | 2  | 1  | -  | 725    |
| 10.07 | 63  | 344 | 21 | 42 | 25  | 20  | 44 | 26 | 15 | 6  | 48  | 8  | 10  | 40 | 6  | 11 | 3  | 1  | 2  | 2  | -  | 738    |
| 11.07 | 63  | 345 | 21 | 42 | 28  | 20  | 47 | 26 | 14 | 6  | 51  | 8  | 10  | 41 | 6  | 11 | 3  | 1  | 2  | 2  | -  | 748    |
| 12.07 | 63  | 350 | 21 | 42 | 28  | 20  | 47 | 26 | 14 | 6  | 51  | 9  | 10  | 41 | 6  | 11 | 3  | 1  | 2  | 2  | 1  | 754    |
| 13.07 | 63  | 351 | 21 | 42 | 28  | 20  | 47 | 26 | 14 | 6  | 51  | 9  | 10  | 41 | 6  | 11 | 3  | 1  | 2  | 2  | 1  | 755    |
| 14.07 | 63  | 358 | 21 | 45 | 28  | 20  | 47 | 26 | 14 | 6  | 54  | 9  | 10  | 41 | 9  | 11 | 3  | 1  | 2  | 2  | 1  | 771    |
| 15.07 | 63  | 364 | 21 | 46 | 28  | 20  | 47 | 26 | 14 | 8  | 56  | 10 | 10  | 41 | 9  | 11 | 3  | 1  | 2  | 2  | 1  | 783    |
| 16.07 | 63  | 374 | 21 | 47 | 29  | 20  | 49 | 26 | 14 | 8  | 57  | 11 | 10  | 41 | 9  | 11 | 3  | 1  | 3  | 2  | 1  | 800    |
| 17.07 | 64  | 385 | 21 | 50 | 30  | 20  | 49 | 26 | 13 | 8  | 56  | 11 | 10  | 41 | 9  | 11 | 7  | 1  | 3  | 2  | 1  | 818    |
| 18.07 | 64  | 396 | 21 | 50 | 33  | 20  | 49 | 26 | 13 | 8  | 56  | 11 | 10  | 41 | 9  | 11 | 7  | 1  | 4  | 2  | 1  | 833    |
| 19.07 | 64  | 404 | 21 | 50 | 33  | 20  | 51 | 27 | 13 | 8  | 57  | 11 | 10  | 41 | 9  | 11 | 7  | 1  | 4  | 2  | 1  | 845    |
| 20.07 | 64  | 405 | 21 | 50 | 33  | 20  | 51 | 27 | 13 | 8  | 57  | 11 | 10  | 41 | 9  | 11 | 7  | 2  | 4  | 2  | 1  | 847    |
| 21.07 | 64  | 407 | 21 | 52 | 34  | 20  | 51 | 27 | 13 | 8  | 57  | 11 | 10  | 42 | 9  | 11 | 7  | 2  | 4  | 2  | 1  | 853    |
| 22.07 | 64  | 413 | 22 | 52 | 35  | 20  | 54 | 27 | 13 | 13 | 57  | 11 | 10  | 42 | 9  | 11 | 7  | 2  | 5  | 2  | 1  | 870    |
| 23.07 | 64  | 427 | 23 | 52 | 35  | 20  | 54 | 27 | 13 | 13 | 60  | 11 | 10  | 42 | 9  | 11 | 7  | 2  | 5  | 2  | 1  | 888    |
| 24.07 | 64  | 431 | 23 | 54 | 36  | 20  | 54 | 27 | 13 | 13 | 60  | 11 | 11  | 42 | 9  | 11 | 7  | 2  | 5  | 2  | 1  | 897    |
| 25.07 | 64  | 431 | 23 | 54 | 36  | 20  | 54 | 27 | 13 | 13 | 60  | 11 | 11  | 42 | 9  | 11 | 7  | 2  | 5  | 2  | 1  | 897    |
| 26.07 | 64  | 436 | 23 | 54 | 36  | 20  | 54 | 27 | 13 | 13 | 60  | 11 | 11  | 42 | 9  | 11 | 7  | 2  | 5  | 2  | 1  | 902    |
| 29.07 | 64  | 443 | 23 | 54 | 36  | 20  | 54 | 28 | 13 | 16 | 60  | 11 | 11  | 42 | 9  | 11 | 12 | 2  | 6  | 2  | 1  | 919    |
| 30.07 | 64  | 446 | 23 | 54 | 37  | 20  | 54 | 29 | 13 | 16 | 60  | 11 | 11  | 42 | 9  | 11 | 12 | 2  | 6  | 2  | 1  | 924    |
| 01.08 | 64  | 462 | 23 | 54 | 37  | 20  | 54 | 32 | 13 | 16 | 61  | 11 | 11  | 43 | 9  | 11 | 13 | 2  | 7  | 2  | 3  | 949    |
| 02.08 | 64  | 465 | 23 | 54 | 37  | 21  | 54 | 32 | 13 | 17 | 61  | 11 | 11  | 43 | 9  | 11 | 13 | 2  | 7  | 2  | 3  | 954    |
| 03.08 | 64  | 465 | 24 | 54 | 37  | 21  | 54 | 32 | 13 | 17 | 61  | 11 | 11  | 43 | 9  | 11 | 13 | 2  | 7  | 2  | 3  | 955    |
| 05.08 | 64  | 473 | 24 | 56 | 40  | 21  | 54 | 32 | 13 | 17 | 61  | 11 | 11  | 43 | 9  | 11 | 13 | 2  | 7  | 1  | 3  | 969    |
| 06.08 | 64  | 476 | 24 | 56 | 40  | 21  | 54 | 32 | 13 | 17 | 61  | 11 | 11  | 44 | 9  | 12 | 13 | 2  | 7  | 1  | 4  | 975    |
| 07.08 | 64  | 479 | 24 | 59 | 44  | 24  | 55 | 34 | 13 | 17 | 61  | 11 | 12  | 44 | 9  | 13 | 15 | 2  | 7  | 2  | 4  | 996    |
| 08.08 | 64  | 489 | 24 | 59 | 46  | 24  | 55 | 37 | 16 | 17 | 61  | 11 | 12  | 50 | 9  | 15 | 15 | 2  | 7  | 2  | 4  | 1022   |
| 12.08 | 64  | 496 | 25 | 59 | 55  | 27  | 56 | 38 | 20 | 21 | 61  | 12 | 12  | 52 | 9  | 16 | 15 | 2  | 7  | 2  | 5  | 1067   |
| 13.08 | 64  | 503 | 25 | 59 | 62  | 27  | 56 | 40 | 20 | 21 | 67  | 12 | 12  | 52 | 9  | 16 | 15 | 2  | 7  | 4  | 6  | 1092   |
| 14.08 | 64  | 506 | 25 | 63 | 64  | 30  | 56 | 41 | 24 | 21 | 68  | 13 | 12  | 52 | 9  | 16 | 15 | 2  | 7  | 5  | 8  | 1114   |
| 15.08 | 65  | 516 | 25 | 69 | 78  | 32  | 58 | 44 | 24 | 23 | 65  | 13 | 12  | 52 | 9  | 16 | 18 | 2  | 7  | 8  | 12 | 1148   |
| 16.08 | 65  | 523 | 25 | 70 | 79  | 34  | 58 | 45 | 27 | 23 | 66  | 13 | 12  | 52 | 9  | 16 | 18 | 3  | 7  | 8  | 12 | 1165   |
| 17.08 | 65  | 525 | 25 | 70 | 79  | 34  | 58 | 45 | 27 | 23 | 66  | 13 | 12  | 52 | 9  | 16 | 18 | 3  | 7  | 8  | 12 | 1175   |
| 18.08 | 65  | 527 | 26 | 72 | 79  | 36  | 58 | 45 | 28 | 23 | 67  | 13 | 12  | 52 | 9  | 16 | 18 | 3  | 7  | 8  | 12 | 1175   |
| 19.08 | 65  | 536 | 27 | 73 | 78  | 36  | 58 | 45 | 28 | 24 | 70  | 15 | 12  | 58 | 9  | 16 | 18 | 3  | 8  | 9  | 12 | 1200   |
| 20.08 | 65  | 542 | 28 | 73 | 82  | 36  | 58 | 49 | 28 | 24 | 71  | 15 | 13  | 59 | 9  | 16 | 18 | 3  | 9  | 9  | 12 | 1219   |
| 21.08 | 67  | 550 | 28 | 76 | 88  | 38  | 58 | 49 | 30 | 24 | 73  | 15 | 13  | 59 | 9  | 16 | 18 | 3  | 10 | 10 | 14 | 1248   |
| 22.08 | 67  | 555 | 30 | 76 | 97  | 43  | 59 | 54 | 31 | 24 | 73  | 16 | 14  | 62 | 9  | 16 | 23 | 3  | 10 | 10 | 14 | 1286   |
| 23.08 | 67  | 557 | 30 | 76 | 97  | 48  | 59 | 54 | 31 | 24 | 74  | 16 | 14  | 65 | 9  | 16 | 23 | 3  | 10 | 10 | 14 | 1297   |
| 24.08 | 67  | 560 | 30 | 76 | 97  | 48  | 59 | 54 | 31 | 24 | 74  | 16 | 14  | 65 | 9  | 16 | 23 | 3  | 10 | 10 | 14 | 1300   |
| 25.08 | 67  | 560 | 30 | 76 | 97  | 48  | 59 | 54 | 31 | 24 | 74  | 20 | 14  | 66 | 9  | 16 | 23 | 3  | 10 | 10 | 14 | 1305   |
| 26.08 | 67  | 568 | 30 | 76 | 99  | 49  | 59 | 54 | 31 | 24 | 74  | 20 | 14  | 66 | 10 | 16 | 23 | 4  | 10 | 10 | 14 | 1318   |
| 27.08 | 69  | 585 | 38 | 76 | 110 | 52  | 63 | 57 | 32 | 24 | 74  | 23 | 16  | 77 | 10 | 16 | 23 | 4  | 12 | 11 | 18 | 1390   |
| 28.08 | 71  | 612 | 38 | 76 | 136 | 56  | 64 | 61 | 32 | 29 | 76  | 26 | 17  | 81 | 12 | 16 | 25 | 4  | 14 | 11 | 21 | 1482   |
| 29.08 | 73  | 630 | 38 | 76 | 142 | 57  | 68 | 63 | 33 | 39 | 80  | 26 | 18  | 85 | 12 | 16 | 25 | 4  | 17 | 11 | 21 | 1538   |
| 30.08 | 73  | 638 | 43 | 76 | 149 | 68  | 68 | 65 | 33 | 39 | 80  | 27 | 18  | 86 | 12 | 16 | 25 | 4  | 17 | 11 | 21 | 1573   |
| 31.08 | 73  | 640 | 45 | 76 | 150 | 73  | 68 | 65 | 33 | 39 | 81  | 27 | 18  | 91 | 12 | 16 | 25 | 4  | 19 | 11 | 21 | 1594   |

### Вересень-листопад
| Дата  | ЧЕ   | См   | Ко  | ЧеР | Кан | Ум  | Го  | Зо  | Кам | Др  | Ма  | Шп  | Ли  | Хр  | Жа  | Зв  | Кат | Чо  | Мо  | Та  | Чи  | Всього |
| ----- | ---- | ---- | --- | --- | --- | --- | --- | --- | --- | --- | --- | --- | --- | --- | --- | --- | --- | --- | --- | --- | --- | ------ |
| 01.09 | 654  | 163  | 93  | 87  | 78  | 46  | 76  | 69  | 73  | 65  | 41  | 34  | 27  | 25  | 21  | 18  | 18  | 17  | 16  | 11  | 4   | 1642   |
| 02.09 | 669  | 163  | 97  | 87  | 83  | 46  | 76  | 69  | 73  | 65  | 41  | 34  | 28  | 25  | 21  | 19  | 18  | 17  | 16  | 13  | 4   | 1670   |
| 03.09 | 687  | 203  | 97  | 87  | 83  | 61  | 76  | 73  | 73  | 66  | 45  | 34  | 28  | 25  | 24  | 20  | 18  | 17  | 16  | 13  | 4   | 1756   |
| 04.09 | 721  | 213  | 104 | 89  | 96  | 64  | 80  | 78  | 74  | 69  | 45  | 37  | 28  | 26  | 24  | 21  | 22  | 18  | 16  | 14  | 4   | 1849   |
| 05.09 | 737  | 216  | 106 | 91  | 96  | 69  | 80  | 78  | 78  | 69  | 45  | 37  | 28  | 26  | 32  | 24  | 22  | 18  | 18  | 14  | 4   | 1894   |
| 06.09 | 735  | 232  | 108 | 92  | 99  | 77  | 85  | 88  | 79  | 69  | 49  | 37  | 32  | 24  | 32  | 30  | 28  | 18  | 19  | 14  | 4   | 1951   |
| 07.09 | 751  | 261  | 118 | 93  | 114 | 83  | 88  | 88  | 86  | 69  | 50  | 39  | 33  | 24  | 32  | 32  | 31  | 18  | 19  | 14  | 4   | 2047   |
| 08.09 | 780  | 267  | 118 | 96  | 120 | 89  | 93  | 91  | 86  | 69  | 51  | 43  | 33  | 25  | 32  | 32  | 35  | 18  | 19  | 21  | 4   | 2121   |
| 09.09 | 791  | 279  | 119 | 106 | 120 | 101 | 94  | 95  | 86  | 69  | 51  | 45  | 33  | 25  | 32  | 34  | 35  | 19  | 19  | 21  | 4   | 2177   |
| 10.09 | 826  | 294  | 123 | 118 | 126 | 102 | 106 | 103 | 86  | 70  | 56  | 50  | 37  | 28  | 32  | 37  | 36  | 19  | 21  | 21  | 4   | 2294   |
| 11.09 | 846  | 314  | 123 | 118 | 127 | 107 | 107 | 110 | 87  | 73  | 56  | 51  | 38  | 29  | 43  | 49  | 36  | 19  | 23  | 22  | 6   | 2384   |
| 12.09 | 881  | 329  | 131 | 130 | 134 | 113 | 107 | 110 | 87  | 73  | 58  | 53  | 39  | 29  | 54  | 50  | 36  | 20  | 29  | 24  | 8   | 2495   |
| 13.09 | 899  | 353  | 135 | 137 | 131 | 114 | 107 | 114 | 89  | 77  | 60  | 53  | 39  | 29  | 54  | 51  | 38  | 26  | 29  | 24  | 15  | 2579   |
| 14.09 | 917  | 374  | 151 | 138 | 162 | 123 | 107 | 121 | 89  | 77  | 61  | 57  | 42  | 29  | 54  | 54  | 38  | 26  | 29  | 24  | 15  | 2688   |
| 15.09 | 934  | 377  | 153 | 140 | 180 | 123 | 109 | 122 | 89  | 79  | 61  | 59  | 42  | 29  | 55  | 54  | 38  | 26  | 29  | 24  | 16  | 2739   |
| 16.09 | 946  | 390  | 154 | 144 | 225 | 124 | 109 | 122 | 89  | 80  | 61  | 59  | 42  | 29  | 55  | 56  | 39  | 26  | 29  | 24  | 18  | 2821   |
| 17.09 | 951  | 409  | 157 | 144 | 233 | 125 | 109 | 134 | 93  | 87  | 63  | 59  | 44  | 29  | 55  | 56  | 39  | 26  | 30  | 29  | 20  | 2892   |
| 18.09 | 959  | 427  | 158 | 149 | 234 | 132 | 110 | 147 | 94  | 90  | 66  | 60  | 44  | 29  | 63  | 68  | 42  | 26  | 35  | 29  | 22  | 2984   |
| 19.09 | 967  | 435  | 158 | 149 | 242 | 132 | 112 | 152 | 94  | 90  | 66  | 60  | 44  | 34  | 63  | 68  | 42  | 34  | 36  | 29  | 28  | 3035   |
| 20.09 | 976  | 449  | 159 | 157 | 251 | 132 | 114 | 157 | 94  | 92  | 66  | 65  | 44  | 36  | 63  | 68  | 42  | 35  | 36  | 29  | 30  | 3096   |
| 21.09 | 981  | 455  | 161 | 163 | 261 | 132 | 117 | 159 | 95  | 92  | 67  | 65  | 44  | 36  | 63  | 73  | 43  | 35  | 43  | 29  | 30  | 3145   |
| 22.09 | 988  | 498  | 164 | 164 | 287 | 132 | 117 | 170 | 95  | 92  | 69  | 66  | 44  | 36  | 63  | 73  | 43  | 35  | 43  | 29  | 30  | 3238   |
| 23.09 | 1015 | 514  | 176 | 164 | 299 | 132 | 117 | 183 | 97  | 92  | 72  | 66  | 47  | 40  | 77  | 74  | 43  | 35  | 43  | 29  | 40  | 3355   |
| 24.09 | 1048 | 517  | 177 | 167 | 335 | 132 | 118 | 191 | 97  | 95  | 77  | 66  | 50  | 40  | 77  | 74  | 43  | 35  | 45  | 33  | 40  | 3459   |
| 25.09 | 1068 | 517  | 183 | 184 | 378 | 134 | 118 | 206 | 97  | 95  | 77  | 71  | 50  | 40  | 77  | 74  | 45  | 35  | 45  | 33  | 43  | 3570   |
| 26.09 | 1095 | 574  | 189 | 194 | 390 | 135 | 118 | 208 | 97  | 96  | 77  | 71  | 50  | 41  | 79  | 76  | 46  | 35  | 46  | 33  | 44  | 3694   |
| 27.09 | 1095 | 581  | 189 | 198 | 406 | 143 | 118 | 213 | 99  | 97  | 77  | 72  | 55  | 41  | 79  | 76  | 46  | 35  | 55  | 36  | 48  | 3759   |
| 28.09 | 1103 | 618  | 192 | 200 | 415 | 145 | 119 | 216 | 100 | 97  | 78  | 81  | 58  | 41  | 96  | 83  | 49  | 36  | 66  | 40  | 48  | 3881   |
| 29.09 | 1132 | 630  | 196 | 216 | 425 | 173 | 120 | 218 | 100 | 98  | 78  | 81  | 58  | 41  | 96  | 89  | 53  | 49  | 69  | 46  | 54  | 4022   |
| 30.09 | 1183 | 666  | 196 | 222 | 439 | 173 | 131 | 221 | 102 | 98  | 82  | 83  | 59  | 44  | 96  | 90  | 56  | 49  | 71  | 46  | 58  | 4165   |
| 01.10 | 1215 | 670  | 199 | 222 | 447 | 176 | 134 | 232 | 102 | 107 | 90  | 89  | 61  | 44  | 98  | 94  | 57  | 64  | 79  | 57  | 58  | 4295   |
| 02.10 | 1246 | 693  | 204 | 235 | 450 | 182 | 138 | 238 | 108 | 107 | 91  | 90  | 61  | 46  | 100 | 94  | 60  | 66  | 80  | 58  | 83  | 4430   |
| 03.10 | 1260 | 703  | 204 | 235 | 455 | 203 | 138 | 238 | 108 | 107 | 91  | 90  | 61  | 46  | 100 | 94  | 60  | 66  | 80  | 58  | 83  | 4480   |
| 04.10 | 1274 | 746  | 205 | 241 | 459 | 204 | 138 | 238 | 108 | 107 | 91  | 90  | 61  | 46  | 100 | 94  | 60  | 66  | 80  | 59  | 83  | 4550   |
| 05.10 | 1283 | 795  | 205 | 247 | 476 | 215 | 139 | 255 | 108 | 107 | 98  | 90  | 62  | 50  | 100 | 95  | 60  | 69  | 91  | 59  | 83  | 4687   |
| 06.10 | 1340 | 859  | 205 | 252 | 501 | 218 | 147 | 272 | 109 | 107 | 102 | 93  | 70  | 57  | 103 | 95  | 71  | 69  | 92  | 72  | 83  | 4917   |
| 07.10 | 1391 | 890  | 211 | 254 | 537 | 248 | 149 | 280 | 112 | 109 | 104 | 98  | 71  | 57  | 110 | 105 | 80  | 80  | 95  | 88  | 84  | 5153   |
| 08.10 | 1434 | 906  | 219 | 255 | 548 | 286 | 160 | 291 | 117 | 114 | 112 | 98  | 71  | 57  | 119 | 105 | 89  | 95  | 98  | 89  | 86  | 5349   |
| 09.10 | 1468 | 935  | 224 | 265 | 556 | 288 | 168 | 297 | 122 | 114 | 113 | 98  | 71  | 58  | 125 | 105 | 90  | 95  | 112 | 89  | 86  | 5479   |
| 10.10 | 1495 | 950  | 227 | 266 | 567 | 288 | 173 | 309 | 122 | 115 | 115 | 101 | 71  | 59  | 130 | 113 | 91  | 101 | 128 | 89  | 86  | 5596   |
| 11.10 | 1511 | 953  | 243 | 266 | 573 | 297 | 173 | 312 | 137 | 115 | 117 | 104 | 71  | 59  | 136 | 113 | 92  | 101 | 128 | 91  | 86  | 5666   |
| 12.10 | 1564 | 972  | 240 | 269 | 581 | 298 | 193 | 326 | 137 | 118 | 120 | 110 | 71  | 59  | 137 | 115 | 93  | 102 | 138 | 91  | 113 | 5847   |
| 13.10 | 1625 | 1010 | 251 | 277 | 581 | 298 | 193 | 342 | 137 | 126 | 122 | 112 | 71  | 59  | 137 | 116 | 94  | 102 | 153 | 123 | 116 | 6045   |
| 14.10 | 1636 | 1020 | 252 | 294 | 591 | 298 | 194 | 344 | 148 | 127 | 124 | 113 | 71  | 61  | 137 | 128 | 97  | 102 | 167 | 131 | 120 | 6155   |
| 15.10 | 1710 | 1036 | 261 | 296 | 619 | 312 | 191 | 349 | 158 | 139 | 125 | 108 | 78  | 64  | 141 | 123 | 102 | 111 | 187 | 142 | 138 | 6387   |
| 16.10 | 1731 | 1092 | 270 | 318 | 620 | 321 | 195 | 368 | 159 | 144 | 136 | 119 | 85  | 73  | 142 | 140 | 103 | 135 | 196 | 142 | 138 | 6619   |
| 17.10 | 1750 | 1101 | 271 | 332 | 644 | 346 | 204 | 368 | 159 | 144 | 136 | 125 | 87  | 73  | 143 | 151 | 108 | 135 | 207 | 142 | 145 | 6762   |
| 18.10 | 1775 | 1122 | 272 | 332 | 654 | 346 | 205 | 371 | 160 | 152 | 142 | 132 | 88  | 75  | 156 | 156 | 112 | 140 | 208 | 142 | 146 | 6892   |
| 19.10 | 1820 | 1171 | 275 | 330 | 660 | 346 | 207 | 406 | 160 | 150 | 146 | 146 | 89  | 83  | 156 | 173 | 112 | 142 | 209 | 159 | 155 | 7095   |
| 20.10 | 1878 | 1195 | 279 | 331 | 688 | 364 | 207 | 456 | 160 | 150 | 151 | 153 | 90  | 83  | 162 | 173 | 114 | 144 | 211 | 167 | 158 | 7314   |
| 21.10 | 1910 | 1200 | 298 | 365 | 700 | 401 | 218 | 475 | 165 | 150 | 153 | 172 | 90  | 91  | 162 | 173 | 115 | 144 | 214 | 185 | 164 | 7543   |
| 22.10 | 1930 | 1222 | 320 | 369 | 722 | 405 | 219 | 478 | 165 | 151 | 153 | 179 | 100 | 91  | 170 | 175 | 120 | 144 | 225 | 185 | 181 | 7704   |
| 23.10 | 1990 | 1235 | 332 | 386 | 735 | 419 | 222 | 485 | 168 | 162 | 155 | 185 | 103 | 91  | 189 | 175 | 131 | 145 | 231 | 185 | 181 | 7921   |
| 24.10 | 2011 | 1269 | 334 | 387 | 735 | 448 | 222 | 490 | 174 | 164 | 163 | 185 | 112 | 92  | 189 | 179 | 131 | 145 | 239 | 185 | 183 | 8034   |
| 25.10 | 2040 | 1269 | 334 | 419 | 735 | 448 | 235 | 490 | 174 | 164 | 174 | 185 | 112 | 92  | 189 | 205 | 131 | 145 | 241 | 185 | 183 | 8147   |
| 26.10 | 2089 | 1301 | 335 | 434 | 736 | 449 | 237 | 490 | 174 | 164 | 175 | 192 | 119 | 95  | 189 | 222 | 131 | 145 | 241 | 198 | 185 | 8539   |
| 27.10 | 2141 | 1310 | 343 | 439 | 753 | 452 | 242 | 496 | 174 | 167 | 178 | 213 | 119 | 97  | 191 | 264 | 132 | 153 | 250 | 239 | 186 | 8539   |
| 28.10 | 2171 | 1336 | 363 | 440 | 761 | 456 | 242 | 501 | 176 | 172 | 180 | 225 | 122 | 110 | 191 | 266 | 133 | 184 | 274 | 239 | 190 | 8735   |
| 29.10 | 2239 | 1391 | 377 | 456 | 775 | 471 | 248 | 511 | 176 | 172 | 181 | 231 | 128 | 110 | 191 | 270 | 136 | 185 | 274 | 239 | 191 | 8952   |
| 30.10 | 2280 | 1413 | 379 | 493 | 789 | 480 | 254 | 526 | 176 | 182 | 183 | 238 | 132 | 114 | 192 | 285 | 140 | 186 | 277 | 247 | 191 | 9157   |
| 31.10 | 2315 | 1421 | 396 | 496 | 806 | 479 | 255 | 539 | 175 | 182 | 188 | 247 | 132 | 115 | 192 | 302 | 150 | 186 | 278 | 251 | 200 | 9305   |
| 01.11 | 2334 | 1441 | 397 | 516 | 808 | 482 | 255 | 549 | 175 | 188 | 194 | 250 | 140 | 115 | 192 | 302 | 150 | 204 | 279 | 251 | 200 | 9422   |
| 02.11 | 2401 | 1469 | 410 | 523 | 812 | 511 | 277 | 570 | 181 | 189 | 213 | 260 | 140 | 116 | 192 | 311 | 154 | 204 | 286 | 251 | 200 | 9670   |
| 03.11 | 2435 | 1504 | 416 | 523 | 826 | 538 | 277 | 609 | 182 | 190 | 255 | 269 | 140 | 123 | 197 | 316 | 154 | 204 | 289 | 251 | 200 | 9898   |
| 04.11 | 2498 | 1528 | 416 | 558 | 853 | 544 | 289 | 616 | 182 | 194 | 260 | 270 | 140 | 124 | 197 | 318 | 154 | 204 | 289 | 251 | 200 | 10085  |
| 05.11 | 2557 | 1553 | 416 | 584 | 861 | 548 | 290 | 628 | 195 | 195 | 268 | 275 | 141 | 126 | 212 | 321 | 157 | 204 | 310 | 251 | 200 | 10292  |
| 08.11 | 2638 | 1577 | 423 | 606 | 898 | 593 | 292 | 674 | 195 | 195 | 283 | 289 | 149 | 130 | 226 | 327 | 178 | 240 | 313 | 289 | 208 | 10723  |
| 09.11 | 2694 | 1581 | 431 | 637 | 901 | 595 | 316 | 678 | 195 | 196 | 284 | 294 | 149 | 155 | 226 | 347 | 178 | 240 | 313 | 294 | 215 | 10919  |
| 10.11 | 2758 | 1590 | 432 | 648 | 902 | 595 | 316 | 678 | 196 | 207 | 285 | 300 | 150 | 169 | 226 | 348 | 178 | 258 | 313 | 299 | 215 | 11063  |
| 11.11 | 2855 | 1603 | 441 | 653 | 932 | 601 | 317 | 709 | 210 | 214 | 290 | 307 | 151 | 169 | 226 | 363 | 182 | 265 | 314 | 300 | 221 | 11323  |
| 12.11 | 2950 | 1626 | 463 | 678 | 947 | 628 | 321 | 714 | 216 | 219 | 318 | 313 | 152 | 185 | 227 | 381 | 203 | 265 | 333 | 310 | 224 | 11673  |

## Померлі

### Квітень-травень
4 квітня в області зафіксовано першу смерть людини, у якої було виявлено коронавірус. Ним став 47-річний житель США, паломник-хасид, який ще 11 березня прибув з Лондона разом зі своєю сім'єю. Пізніше його було поховано без дозволу та участі комунальних установ міста Умані.
11 квітня в Черкасах зареєстровано другий летальний випадок пацієнта з вірусом. Помер 73-літній чоловік, якого було госпіталізовано 6 квітня в тяжкому стані до інфекційної лікарні. Мав супутню серцеву патологію.
21 квітня в Черкаській обласній лікарні померла 78-річна жителька міста Кам'янки, яка була госпіталізована 13 квітня і мала супутні патології — цукровий діабет та серцеву недостатність.
26 квітня було повідомлено про одразу трьох померлих. Першим став 64-річний чоловік, житель міста Черкас, який після інсульту 23 квітня потрапив до міської інфекційної лікарні з пневмонією. Він мав супутні серцево-судинні та судинно-мозкові патології. Другим став 61-річний чоловік з Черкас був переведений з Третьої міської лікарні до обласної 25 квітня. Мав супутню гастро-ентерологічну патологію. Третім також став чоловік віком у 81 рік, який після інсульту був госпіталізований до обласної лікарні.
27 квітня повідомлено ще про двох померлих — 66-річного чоловіка, який перебував у Черкаській інфекційній лікарні після перенесеного інсульту, та 71-річного чоловіка з Черкаської обласної лікарні з супутніми серцево-судинними патологіями.
1 травня було повідомлено про ще одну смерть. Померлим став 70-річний житель Черкас, який був переведений до обласної лікарні із Третьої міської там мав супутні серцево-судинні захворювання.
5 травня померла 76-річна жінка у Черкаській інфекційній лікарні, яка мала супутні захворювання серця.
8 травня повідомили про смерть 2 осіб — 67-річного чоловіка з проблемами серцево-судинної системи, якого перевели з третьої міської до обласної лікарні і у якого вірус виявили вже після смерті, та 67-річна жінка з нирковою патологією, яку 30 квітня також перевели з третьої міської до обласної та яка була підключена до ШВЛ.
11 травня повідомлено про ще 3 смерті хворих на коронавірус — 43-річний чоловік з цукровим діабетом, 83-річна жінка після інсульту з тяжкою формою пневмонії та 72-річний чоловік з важкою пневмонією. Усі були переведені з Третьої міської лікарні до обласної.
13 травня в обласній лікарні помер 84-річний чоловік із Корсунь-Шевченківського району, який мав супутню серцеву-судинну патологію.

### Червень-серпень
5 червня помер протоєрей МП Діонісій віком 34 роки, який мав онкозахворювання та пневмонію. З ним контактувала чиновниця із Черкаської ОДА, яка, ймовірно, від нього інфікувалася.
6 червня повідомлено про смерть 92-річної жінки з підтвердженим діагнозом коронавірусної інфекції.
8 червня повідомлено про померлого 83-річного пацієнта Черкаської інфекційної лікарні, який пізно звернувся за медичною допомогою.
15 червня померло двоє чоловіків — 68-ми років із Золотоноші та 77-ми років із Черкас, які мали супутні тяжкі захворювання.
23 червня повідомлено про померлого 43-річного чоловіка із Черкас, який мав супутню серцеву хворобу.
24 червня померла 91-річна жінка з Черкас, яка мала супутню кардіологічну патологію.
26 червня помер 76-річний чоловік зі Смілянського району, який мав післяопераціні ускладнення та безсимптомний перебіг вірусної хвороби.
29 червня помер 57-річний житель Смілянського району, який мав супутню кардіологічну патологію.
30 червня помер 52-річний лікар-хірург Черкаської міської поліклініки № 2 Олег Гайда.
6 липня померла 89-річна жителька Черкас, яка мала супутню серцево-судинну патологію.
8 липня помер 70-річний житель Черкас, який мав серцево-судинну патологію.
10 липня помер 72-річний чоловік з онкозахворюванням.
11 липня померла 65-річна жінка з Черкас.
13 липня помер 83-річний житель Черкас, який мав тяжке онкологічне захворювання.
14 липня помер 81-річний житель Черкас, який мав кардіологічну патологію.
16 липня помер 57-річний житель села Березняки Смілянського району, водій автобуса. Згодом хворобу знайшли в усіх членів його родини.
18 липня померла 73-річна жителька Черкас, яка мала онкологічне захворювання в термінальній стадії.
21 липня померла 70-річна жителька Черкас, яка мала онкологічне захворювання в термінальній стадії.
13 серпня померла 72-річна жителька Черкас, яка мала супутню серцево-судинну патологію.
25 серпня померла 63-річна жителька Лисянського району, яка мала двобічну пневмонію.
29 серпня помер 79-річний житель Жашківського району, який мав супутню серцево-судинну патологію.

### Вересень-листопад
2 вересня помер 92-річний житель Сміли, який мав ниркову патологію.
3 вересня помер 61-річний житель міста Черкаси.
4 вересня померла 70-річна жінка, яка мала онкологічне захворювання.
11 вересня померла 83-літня жінка, яка мала супутню серцево-судинну патологію.
12 вересня помер житель села Сушки Канівського району.
14 вересня помер 88-річний чоловік, який мав супутню серцево-судинну патологію.
15 вересня померла 55-річна жінка зі Звенигородщини, яка мала серцево-судинну патологію та надлишкову вагу.
17 вересня померла жінка з Канева.
47-й випадок невідомий
19 вересня померла 82-річна жителька Катеринопільського району, яка мала серцвео-судинну патологію.
24 вересня у Черкаські районній лікарні померли 78-річний житель Сміли, який мав супутню кардіологічну патологію, та 69-річний житель Чигирина, який мав цукровий діабет та гіпертонію.
27 вересня помер 62-річний житель Черкас, який мав також гострий лейкоз та цироз печінки.
28 вересня померла 65-річна жителька Черкас, учителька початкових класів, яка мала супутні хронічний бронхт, ожиріння та ішемічну хворобу серця.
30 вересня померли 73-річна та 61-річна жительки Черкас, яка перебували на діалізі через патологію нирок, а також 69-річний житель Монастирищенського району, яки мав супутню серцево-судинн патологію.
2 жовтня помер 69-річний житель Золотоніського району, який пав онкологічне захворювання.
7 жовтня померла 45-річна жителька Сміли.
8 жовтня померли 57-річний та 36-річна жителі Смілянського району.
9 жовтня померли 61-річний житель Смілянського району та 58-річна жителька Маньківського району.
11 жовтня померла 54-річна жителька Чигиринського району.
14 жовтня померли 2 осіб — жителі Черкаського та Золотоніського роайонів.
15 жовтня померли 63-річна жителька Звенигородського району із хворобою нирок, 65-річний житель Черкас із лейкозом та 75-річний житель Сміли із хворобою серця.
16 жовтня померли 69-річна, 71-річна та 84-річна жінки, які мали супутні діабет, хвороби серця та ожиріння.
18 жовтня помер 65-річний житель Чигиринського району, який мав супутні хвороби серця та нирок.
19 жовтня померли 56-річний житель Катеринопільського району, який мав залізодефіцитну анемію, та 63-річна жителька Городищенського району.
20 жовтня померла 26-річна жителька Городищенського району з цукровим діабетом, а також 50-річна жителька Монастирищенського району, яка мала складну пневмонію, яку статистично врахували за 24 жовтня, та.
21 жовтня померли 70-річний житель Жашківського району, який мав захворювання легенів, 68-річний житель Городищенського району з інсультом та 46-річний житель Золотоніського району з хронічною хворобою нирок.
22 жовтня померли 71-річна жителька Лисянського району, яка мала хворобу серця.
26 жовтня померли 55-річний житель Жашківського району та 61-річний житель Ватутіного, які мали хронічні хвороби серця та легенів.
27 жовтня помер 82-річний житель Звенигородського району, який мав хворобу серця.
28 жовтня померли 61-річний та 63-річний чоловіки з Корсунь-Шевченківського району, які мали серцеві патології.
31 жовтня померли 78-річна та 77-річний жителі Канева з цукровим діабетом
1 листопада померла 78-річна жителька Шполянського району з раком сечового міхура.
2 листопада померли 71-річний житель Тальнівського району з хронічною хворобою серця, 71-річний Жашківського район з ішемічним інсультом та 66-річний житель Городищенського району з хронічним обструктивним захворюванням легень.
3 листопада померли 71-річна жителька Черкас з цукровим діабетом та 71-річний житель Канева з гіпертонією.
4 листопада померли 56-річна та 73-річна жительки Черкас, 71-річна жителька Жашківського району.
5 листопада померли 70-річний житель Черкас з кардіосклерозом, 68-річна жителька Черкас з цукровим діабетом, 52-річна житель Тальнівського району з цукровим діабетом та 52-річний житель Умані з гіпертонією.
7 випадків за 6-7 листопада невідомі.
8 листопада померли 69-річна жителька Черкас з хворим серцем, 63-річний житель Черкас з інфакртом та 56-річний житель Умані з цукровим діабетом, хворим серцем та гіпертонією.
9 листопада 84-річна жителька Уманського району з цукровим діабетом.
10 листопада померли 77-річна жителька Христинівського району та 54-річний житель Умані.
11 листопада померли 71-річна жителька Уманського району та 69-річни житель Умані.
12 листопада померла 82-річна жителька Лисянського району.

## Запобіжні заходи

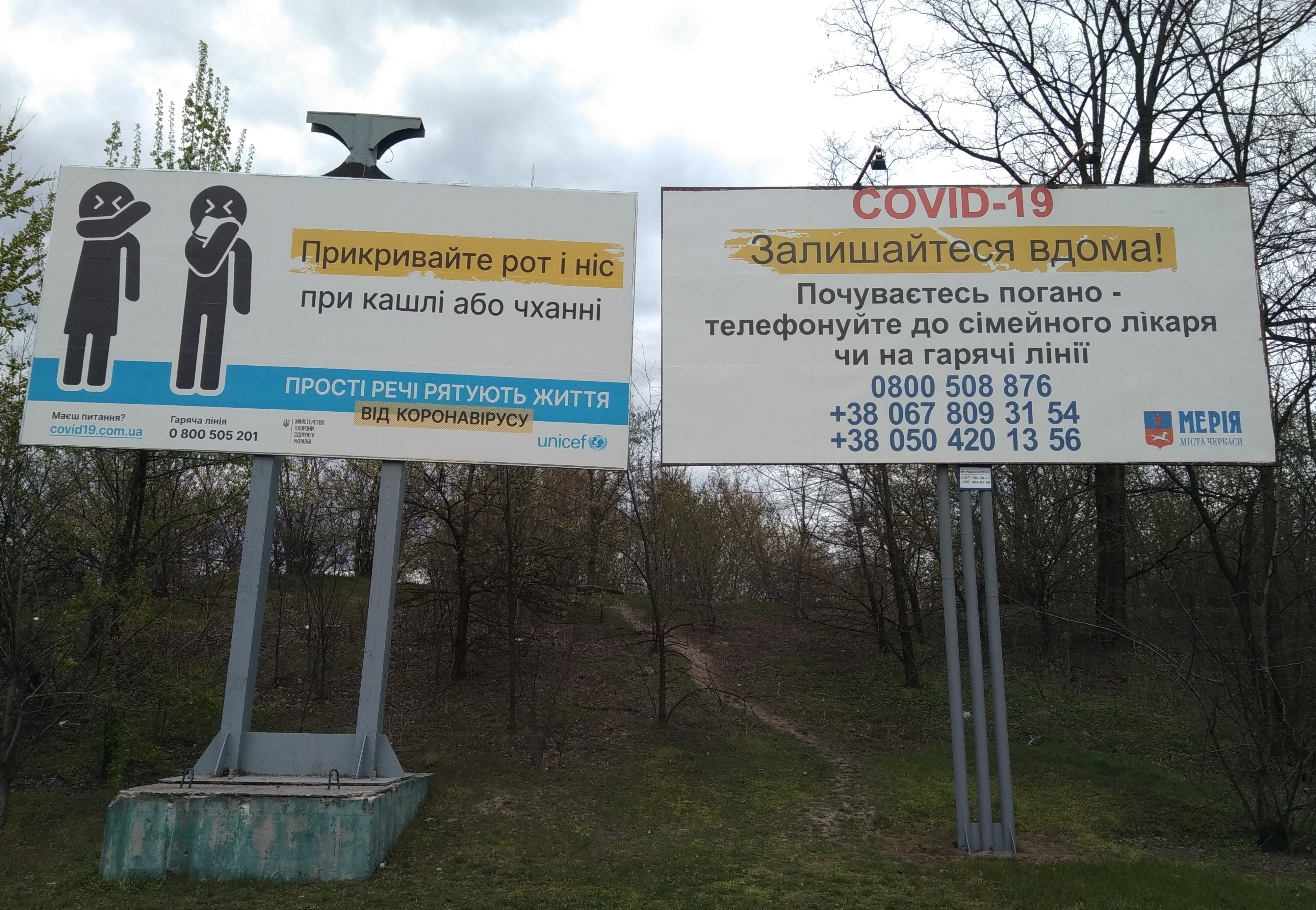
Соціальна реклама щодо попередження COVID-19 у м. Черкаси

З 12 березня на Черкащині запровадили карантин, котрий, як планувалося, буде тривати до 3 квітня, були заборонені: масові заходи, концерти, спортивні змагання. На три тижні було зачинено усі навчальні заклади.
23 березня — Кабінет Міністрів України запровадив у Черкаській області режим надзвичайного стану для запобігання поширенню коронавірусу SARS-CoV-2.
30 березня у Кам'янці ввели комендантську годину із 8 вечора до шостої ранку. Багато інфікувалися від водія маршрутки, якого 27 березня поклали до лікарні.
З 1 травня виконавчий комітет Черкаської міської ради ухвалив рішення пом'якшити карантинні заходи і дозволити роботу представників дрібного бізнесу. Щоправда це рішення не сподобалось міністру внутрішніх справ А. Авакову, який пригрозив меру Черкас «жорсткою реакцією правоохоронних органів»
З 14 вересня посилено карнатинні заходи через збільшення кількості інфікованих — у Каневі запроваджується «червона» карантинна зона, припиняють роботу школи та дитсадки і зупиняється рух громадського транспорту.

### Вакцинація
23 лютого Україною було отримано першу партію з 500 тис. доз вакцини Ковішелд від AstraZeneca з Індії. 24 лютого препарат мали отримати Житомирська, Київська, Чернігівська, Черкаська, Полтавська, Вінницька області та Київ, решта регіонів — 25 лютого. Препарат було виготовлено в місті Пуне, через Мумбай та Стамбул доставлено до України.
З 24 лютого в Україні почав діяти адаптивний карантин із зонуванням, більшу частину країни було віднесено до «жовтої» зони. Винятками були Івано-Франківська та Чернівецька області, де обмеження було посилено через спалах захворюваності.
24 лютого першим в Україні вакцинували препаратом CoviShield лікаря з Черкас. Лікар Горенко Євген Васильович працює реаніматологом Черкаської обласної лікарні, лікує ковідних хворих.
25 лютого в Україні розпочалася масова вакцинація. На Чернігівщині і Черкащині вакцинування розпочалося ще 24 лютого, коли було вакциновано 80 медиків. Частина медиків відмовилася робити щеплення через вік або стан здоров'я. На Київщині 24 лютого теж встигли зробити перші щеплення 23 медикам. Журналісти Дойче Велль зв'язалися із Євгеном Горенком, він повідомив, що почувається добре.
12 квітня повідомлено, що в Черкаській області вакциною CoviShield щеплено 16 198 людей. Усі отримані дози вакцини використано.
19 квітня в Черкаській області розпочали щеплення вакциною Комірнаті від Pfizer/BioNTech.
12 червня у Черкасах вперше в області відкрито Центр вакцинації від COVID-19.
28 грудня — у Черкаській області розпочали вакцинацію бустерною дозою медичних працівників та працівників інтернатів.